# Нюкарлебю
Нюкарлебю (фін. Uusikaarlepyy, швед. Nykarleby)  — місто в Фінляндії. 90 %  населення складають шведомовні громадяни Фінляндії. 
Населення  — 9369 осіб (2014), площа  — 2,334.15 км², водяне дзеркало  — 1357 км², щільність населення  —  9,59 осіб/км².